# Chaetomitrium recurvifolium
Chaetomitrium recurvifolium är en bladmossart som beskrevs av Fleischer 1912. Chaetomitrium recurvifolium ingår i släktet Chaetomitrium och familjen Hookeriaceae. Inga underarter finns listade i Catalogue of Life.